# Schwannomatosi
La schwannomatosi, o NF3 segons alguns especialistes, és un tipus de neurofibromatosi. Es caracteritza per la presència de múltiples schwannomes (o neurilemomes: tumors benignes de les cèl·lules de Schwann) al cos i l'absència de schwannomes vestibulars bilaterals.

## Causa
El locus causal està situat centromèricament molt a prop del de la NF2, al cromosoma 22q11.2. Sembla que la gènesi de la schwannomatosi implica determinades mutacions en dos o més gens supressors de tumors que inactiven les seves funcions i que la majoria de dites mutacions es produeixen de novo. La mutació més estudiada es localitza al gen SMARCB1, també anomenat gen INI1, BAF47 o hSNF5. Una gran dificultat per estudiar aquestes mutacions i descobrir els mecanismes d'interacció entre elles és aconseguir cultius de línies cel·lulars tumorals viables. Per aquest motiu, a la Universitat Johns Hopkins s'han creat dues línies de cèl·lules immortalitzades schwannomatoses derivades de tumors de dos malalts diferents.

## Clínica
Són tumors de creixement lent, que es poden desenvolupar fora (pell i teixit subcutani) o dintre de les estructures del sistema nerviós central i del perifèric. La seva simptomatologia depèn de la localització tumoral. La radiculopatia, les parestèsies i/o la debilitat de les extremitats són els seus símptomes més comuns. Malgrat la cirurgia radical i la medicació antiàlgica, el dolor crònic local, difús o multifocal és una seqüela comuna en gairebé totes les persones que pateixen la malaltia. Els schwannomes poden no presentar cap símptoma i ser descoberts de forma incidental en proves d'imatge o autòpsies. Representen un 8% de tots els tumors intracranials, un 85% dels tumors del'angle ponto-cerebel·lós i un 29% dels tumors de les arrels dels nervis espinals. Aproximadament, un 25% de tots els casos es presenten a cap i coll. D'aquests, els situats a la base de la llengua generen una especial preocupació pel risc d'obstrucció de la via aèria que comporten. Els schwannomes espinals tenen una incidència de 0.3–0.4 casos per 100,000 persones/any. La major part d'ells s'origina en nervis sensorials i un 75% es veu a les arrels dorsals sensorials. Un ~90% són tumors solitaris i esporàdics, quasi un 4% es desenvolupa en el context d'una NF2 i un 5% són tumors múltiples però sense associació amb la NF2. S'han publicat casos de schwannomatosis amb múltiples tumoracions dintre del canal espinal i una discreta simptomatologia, tributàries de tractament quirúrgic. La variant plexiforme del schwannoma s'ha descrit a mucosa bucal, paladar i llavis, que són localitzacions molt poc freqüents en aquest tipus de tumor.
Quan els tumors s'originen al nervi accessori espinal solen cursar amb otàlgia i/o tinnitus, disfàgia i dolor intens al coll. Algun cas excepcional de schwannoma de grans dimensions a la porció cervical del nervi vague ha estat intervingut sense lesionar el nervi. S'ha descrit la presència de schwannomes múltiples a la cauda equina de la medul·la espinal lumbar en malalts sense cap criteri de NF1 o de NF2 concomitant. Rarament, sorgeixen al llarg del recorregut d'un únic nervi intercostal.
Els schwannomes gastrointestinals són inusuals i deriven del plexe d'Auerbach, localitzat a la capa muscular del tracte digestiu. Representen un 0,2% de tots els tumors gàstrics i el 4% de les neoplàsies benignes de l'estòmac. Sovint es detecten de forma casual al practicar una endoscòpia digestiva i veure una massa submucosa. Creixen lentament i gairebé sempre són asimptomàtics. Cal diferenciar-los d'altres tumors gastrointestinals, com ara els estromals o els leiomiomes. Si la seva mida és >3 cm requereixen cirurgia, ja que tenen un alt risc de perforació. Per regla general, el pronòstic és excel·lent i la taxa de recurrència molt baixa.
És rar que es presentin meningiomes associats.

## Diagnòstic
Des del punt de vista clínic, el diagnòstic entre la NF2 i la NF3 és sovint extraordinàriament complicat. Les proves d'imatge gairebé mai són del tot concloents amb les tècniques disponibles a molts centres. Inclús, poques vegades, han estat identificats tumors amb característiques histopatològiques híbrides schwannoma-neurofibroma.